# 新疆方枝柏
新疆方枝柏（学名：Sabina pseudosabina）为柏科圆柏属下的一个种。

## 扩展阅读
- 維基物種上的相關：新疆方枝柏